# Martín Salinas Valero
Martín Salinas Valero (Rafal, 1854 - ibídem, 1936) fue el primer alcalde del municipio de Rafal (provincia de Alicante). Ocupó la alcaldía en tres ocasiones, de 1885 a 1893 la primera vez, de 1901 a 1927 la segunda y de 1935 a 1936 la tercera.

## Origen
Martín Salinas Valero, él nació en el seno de una acomodada familia de labradores, que poseían tierras del marqués en condición de arrendamiento desde hacía varias generaciones. 
Cuando tenía alrededor de 20 años, el Marqués de Rafal Enrique Manuel de Villena lo nombró apoderado suyo en Rafal.
Pronto se convirtió, de cara a sus paisanos, en el propietario moral de los grandes lotes de tierra que el marqués poseía en Rafal. Cuando falleció Enrique en 1874, la hermana de éste, la nueva marquesa, lo reafirmó en el cargo de apoderado.
Las distintas desamortizaciones que se sucedieron en España fueron desvinculando tierras de la nobleza y de la Iglesia. Desde su privilegiada posición de apoderado del marqués, cometió fraude haciendo recaer sobre él los títulos de propiedad de gran parte de las tierras que le fueron expropiadas al Marqués en Rafal. Más de un tercio de las tierras de cultivo de Rafal pasaron a ser de su propiedad. A pesar de ello, continuó siendo el apoderado de los marqueses en Rafal durante algunos años más.

## Primera alcaldía
En 1885 fue constituido en Rafal su primer Ayuntamiento por orden de la Gobernación de Alicante. Fue elegida la Casa-Abadía como Casa Consistorial. Para el cargo de Alcalde de Rafal fue nombrado Martín Salinas Valero a la edad de 31 años, ya que fue el único ciudadano que se prestó para ostentar el cargo.
Comenzada su andadura como alcalde, Martín Salinas nombró inmediatamente a José Valero Urios como secretario del ayuntamiento, siendo ambos los únicos miembros del consistorio. En esa época, José Valero Urios fundó la Banda Arte Musical de Rafal (1883).
Martín Salinas, abarcaba sobre su persona toda la autoridad a nivel local y estaba capacitado para tomar todas las decisiones con relación al municipio por sí solo. Estaba capacitado incluso para decidir donde debían de situarse los lindes entre propiedades.
Llegó a alcanzar mucho poder en la localidad, debido a que gran parte del término municipal era de su propiedad, era el apoderado de los Marqueses de Rafal (entre ambos poseían casi la totalidad de propiedades del municipio) y además era el alcalde.
También le correspondía a él como apoderado ser el encargado de renovarle a los vecinos del municipio sus contratos de arrendamiento de tierras del marqués, los cuales tenían que cumplir una serie de condiciones impuestas por el propio alcalde, en algunos casos reclamando incluso parte de los beneficios cuando se trataba de nuevos arrendamientos.
Finalmente la intervención del Gobernador de Alicante logró apartarlo del cargo en 1893, aunque se las arregló para que fuera nombrado alcalde Francisco Gutiérrez Cañizarez, un continuador suyo que obró a sus órdenes.

## Su primer periodo fuera del ayuntamiento
Tras su salida del ayuntamiento nada había cambiado, ya que Martín Salinas seguía dirigiendo el ayuntamiento desde la sombra. 
Él mismo destituyó al Alcalde Francisco Gutiérrez en 1896 cuando lo consideró oportuno y nombró a Manuel Juan Vallejos como su sucesor, aceptando los hechos el gobernador.
En 1898 el tercer alcalde Manuel Juan Vallejos presentó su dimisión, puede que a causa de las presiones que ejercían sobre él los habitantes del municipio. Martín nombró a Antonio Pérez Díaz como nuevo Alcalde de Rafal (4.º en el cargo) con el consentimiento del Gobernador de Alicante, que otra vez parecía no querer entrometerse en los asuntos locales del municipio.
Tras estos tres alcaldes títeres y sucesores de Martín Salinas, éste logró que el gobernador de Alicante aceptara de nuevo su propio nombramiento como alcalde.

## Segunda alcaldía

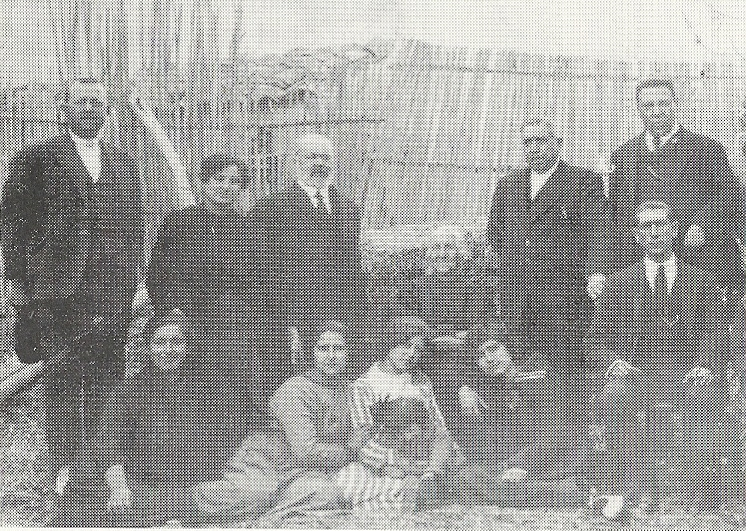
Arriba, de izquierda a derecha: el hijo de Modesto Hernández, Doña Julia, el escritor rafaleño Modesto Hernández Villaescusa, sentada la madre de Martín Salinas, el Alcalde de Rafal Martín Salinas Valero, José Valero Urios, y abajo de éste, sentado Martín Salinas (hijo).

En 1901 Martín Salinas retomaba la alcaldía e iniciaba su segunda andadura como Alcalde de Rafal ya con 47 años.
Dieciséis años después, en 1917, llegó a Rafal el nuevo párroco Carlos Irles Vinal en sustitución de Trinitario Salinas que era pro-Martín. Éste recién llegado sacerdote se convertiría más adelante en el más encarnizado enemigo del alcalde.
Fue en 1920, con la fundación del Sindicato Agrícola, cuando la relación entre ambos se rompió. El alcalde, contrario a la creación de esta institución, se opuso poniendo todas las trabas que tuvo a su alcance, ya que el Sindicato iba a estar fuera de su poder absoluto en Rafal. Carlos Irles, que fue el mayor de los defensores de esta institución de la cual era propulsor, cofundador y ocupaba el cargo de conciliario, se opuso al alcalde y le ¨plantó cara¨ como nadie antes había hecho.
El pueblo quedó dividido entre dos facciones: los que veían a Carlos Irles como el cura justo que pretendía impartir justicia y no permitir que su sindicato fuera explotado por el alcalde, mientras que otros lo veían como un cura que quiso erigirse en otro cacique y ganarle la batalla al alcalde. Había criterios para todos los gustos y mucha división.
Carlos Irles residía con su hermana y con su cuñado en la vivienda parroquial de Rafal. Este último sufrió un percance cuando viajaba en su motocicleta por una carretera y le cruzaron un alambre entre dos árboles. Aquello estuvo a punto de costarle la vida al cuñado del párroco, quedando malherido y apuntaron al alcalde como el cabecilla de aquella acción, aunque se trataba de especulaciones que nunca se pudieron demostrar.
Finalmente el alcalde volvió a ser depuesto por el gobernador en 1927 y por segunda vez, pero en esta ocasión el Gobernador de Alicante Joaquín García Guerrero se aseguró de que el sustituto no fuera de la facción de Martín Salinas.
De entre los candidatos, Joaquín García Guerrero se decantó por Antonio Vázquez Baeza, 5.º Alcalde de Rafal durante la 6.ª alcaldía.
Martín abandonaba el ayuntamiento tras haberlo regido durante 26 años consecutivos, ya habiendo sido alcalde con anterioridad durante 8 años y habiendo sido el auténtico gobernante en el periodo comprendido entre 1893 y 1901 durante las alcaldías de sus sucesores.

## Su segundo periodo fuera del ayuntamiento
Tras ser nuevamente expulsado del ayuntamiento, Martín Salinas culpó directamente al párroco como el responsable de su salida del consistorio. Además, esta época coincidió con la rotura de relaciones entre el exalcalde y la marquesa de Rafal después de que esta se desprendiera de sus últimas posesiones en Rafal, vendiendo las últimas tierras de cultivo, y para más inri para el alcalde, cediendo al sindicato las últimas parcelas que poseía en Rafal para la construcción de viviendas sociales. (La marquesa había sido nombrada Presidenta de Honor del Sindicato Agrícola de Rafal en 1920).
Antonio Vázquez Baeza fue quien por primera vez logró un ayuntamiento independiente, que estuviera fuera de las influencias de Martín Salinas.
Aun así, Salinas no dejó de ser influyente de la noche a la mañana. Seguía siendo el más rico del municipio y todavía contaba con algunos apoyos, por lo que siempre estuvo intentando recuperar el terreno perdido y hacerse de nuevo con la alcaldía.
Con respecto a las desavenencias entre Martín y Carlos Irles, las hostilidades no cesaron y la ciudadanía continuaba dividida. Martín hallaba a Carlos como el culpable de todas sus desgracias y el cura empezaba a temer por su vida.
Aquella división entre los dos bandos en Rafal fue el preludio de lo que estaba por venir (aunque en este caso no se trataba de facciones de derechas y de izquierdas como pasó durante la guerra). Los del bando del alcalde odiaban al cura con todas sus fuerzas y los del cura (o del sindicato) al ayuntamiento. Llegaron incluso estos últimos a turnarse en la vivienda parroquial donde vivía el cura, ya que existían indicios de que querían darle muerte.
Finalmente en 1934 el párroco optó por huir, refugiándose en Orihuela y negándose a volver a Rafal. Lo sustituyó como párroco José Martínez Serna.
En este enrarecido ambiente tuvo que gobernar el nuevo alcalde Antonio Vázquez Baeza, que para colmo, era la época en la que comenzaban a darse en el país indicios y amenazas de golpe de Estado, los cuales apuntaban en tal caso a una guerra civil, tal y como ocurrió posteriormente.
La tensión iba en aumento y el Alcalde Antonio optó por presentar su dimisión en 1935.

## Tercera alcaldía
Tras la renuncia de Antonio a la alcaldía en 1935, el anciano Martín Salinas que ya tenía la avanzadísima edad para la época de 80 años, con el cargo vacante y con su enemigo fuera de Rafal, no encontró oposición alguna para asumir la alcaldía por tercera vez, y lo hizo por motu proprio, sin que nadie se lo impidiera.
Martín Salinas falleció en el cargo de alcalde en enero de 1936 a los 81 años y a las puertas de la guerra civil española. Es el alcalde de Rafal que durante más años ha ocupado el cargo, ya que sus tres alcaldías suman un total de 35 años al frente del consistorio municipal. Fue sucedido en esta ocasión por el efímero alcalde Gaspar Torres Pertusa.
Según el secretario del ayuntamiento José Valero Urios, Martín Salinas se sentía ¨dueño y señor¨ del pueblo y del ayuntamiento. Tal vez pensaba así debido a que era el propietario de más de un tercio de las tierras del municipio, había sido el apoderado de los marqueses de Rafal durante casi toda su vida y vio nacer al ayuntamiento como primer alcalde. Por eso cuando fue despojado del ayuntamiento en 1927 se sintió atracado.
Todos sus bienes pasaron a manos de su hijo también llamado Martín Salinas, quien murió joven, pero con descendencia. Su hijo Martín había contraído matrimonio con una célebre señora conocida en Rafal como La Casetera. Todavía hoy los nietos y bisnietos de Martín Salinas Valero poseen numerosos bienes en el municipio.
A pesar del lado oscuro de este alcalde, tiene dedicada en Rafal una replaceta a su nombre.
| Predecesor: fue el primer alcalde | Alcalde de Rafal 1885 – 1893 | Sucesor: Francisco Gutiérrez Cañizares |
| Predecesor: Antonio Pérez Díaz    | Alcalde de Rafal 1901 – 1927 | Sucesor: Antonio Vázquez Baeza         |
| Predecesor: Antonio Vázquez Baeza | Alcalde de Rafal 1935 – 1936 | Sucesor: Gaspar Torres Pertusa         |

- Datos: Q5687078